# Länsväg 320
Länsväg 320 går mellan Kälarne och Kovland. Vägen går i Jämtlands och Västernorrlands län. Längden är 109 km.
Vägen går genom ett glest befolkat område. Den används för att ta sig mellan orter längs vägen och Sundsvall (med omnejd).

## Korsningar
Länsväg 320 möter följande vägar:
|  | Nr | Namn       | Skyltning                      |
|  | -- | ---------- | ------------------------------ |
|  |    | Kälarne    | 323 Bräcke Hammarstrand        |
|  |    | Kälarne    |                                |
|  |    | Hällesjö   |                                |
|  |    | Österström |                                |
|  |    | Kovland    |                                |
|  |    | Kovland    | 86 Bispgården Sundsvall; Timrå |

## Historia
Vägnumret 320 infördes på sträckan runt 1985. Innan dess hade sträckan mellan Kälarne och Sjöändan (vid Holmsjön nära Österström) numret 305, en väg som fortsatte söderut till Stöde och Delsbo. Vägen Sjöändan–Kovland var då småväg.